# Acropora sarmentosa
Acropora sarmentosa е вид корал от семейство Acroporidae. Видът е незастрашен от изчезване.

## Разпространение и местообитание
Разпространен е в Австралия, Американска Самоа, Вануату, Виетнам, Индонезия, Камбоджа, Кирибати, Малайзия, Малки далечни острови на САЩ, Маршалови острови, Микронезия, Науру, Ниуе, Нова Каледония, Острови Кук, Палау, Папуа Нова Гвинея, Провинции в КНР, Самоа, Сингапур, Соломонови острови, Тайван, Тайланд, Токелау, Тонга, Тувалу, Уолис и Футуна, Фиджи, Филипини, Френска Полинезия и Япония.
Среща се на дълбочина от 1 до 47,5 m, при температура на водата от 25,5 до 27,8 °C и соленост 34,6 – 35,2 ‰.

## Описание
Популацията на вида е намаляваща.